# Ґміна Лисець
Ґміна Лисець — сільська ґміна Станиславівського повіту часів Станиславівського воєводства Польської республіки в 1934–1939 рр. Центром ґміни було село Лисець.
Ґміну Лисець було утворено 1 серпня 1934 р. у межах адміністративної реформи в ІІ Речі Посполитій із дотогочасних сільських ґмін: Драгомирчани, Забережжя, Іваниківка, Крихівці, Лисець, Старий Лисець, Посіч, Радча і Стебник .
В 1940 р. ґміна була ліквідована у зв’язку з утворенням Лисецького району.